# Tiberi Juli Alexandre Julià
Tiberi Juli Alexandre Julià (en llatí: Tiberius Julius Alexander Iulianus) va ser un senador romà que va viure a finals del segle i i principis del segle ii. El seu cursus honorum va tenir lloc sota els emperadors Domicià, Nerva, Trajà i Hadrià. L'any 117 va ser cònsol sufecte amb Marc Eruci Clar.

## Biografia

### Família
Podria ser fill o net de Tiberi Alexandre, governador romà de Judea entre els anys 46 i 48, i d'Egipte (66-69) i lloctinent de Corbuló durant les seves campanyes contra els parts entre els anys 62 i 64. Més tard va participar en la conquesta de Jerusalem amb l'emperador Titus.

### Cursus honorum
Alexandre Julià és un personatge poc conegut. Se sap que va participar en la guerra contra els Parts que va dur a terme l'emperador Trajà. Entre l'any 114 i el 117, era legat d'una legió. L'any 116, amb el general Eruci Clar, va reconquerir el sud de Mesopotàmia que s'havia revoltat. Els dos generals van realitzar amb èxit la seva missió i van recuperar el control de Selèucia del Tigris que van incendiar.
Com a recompensa per les seves accions a Orient, Tiberi Juli Alexandre Julià va obtenir el consolat sufecte, juntament amb Eruci Clar, poc després de les campanyes contra els parts, probablement a partir de l'1 de juliol de 117.
Va ser membre del collegium dels Arvales els anys 118 i 119.